# Sussuí
Sussuí é um distrito do município brasileiro de Palmital, no interior do estado de São Paulo.

## História

### Origem
O povoado que deu origem ao distrito se desenvolveu ao redor da estação ferroviária da Estrada de Ferro Sorocabana, inaugurada em 12/02/1914.
Sussuí no passado foi uma vila muito próspera, onde a rica combinação das lavouras de café, extração de madeira de lei e, nos últimos tempos de progresso, das lavouras de mandioca e fábricas de farinha e amido proporcionaram emprego e moradia para muita gente. A vila era movimentada, tinha missa com o padre de Palmital toda semana, e o trem ainda parava na pequena estação até meados da década de 70.

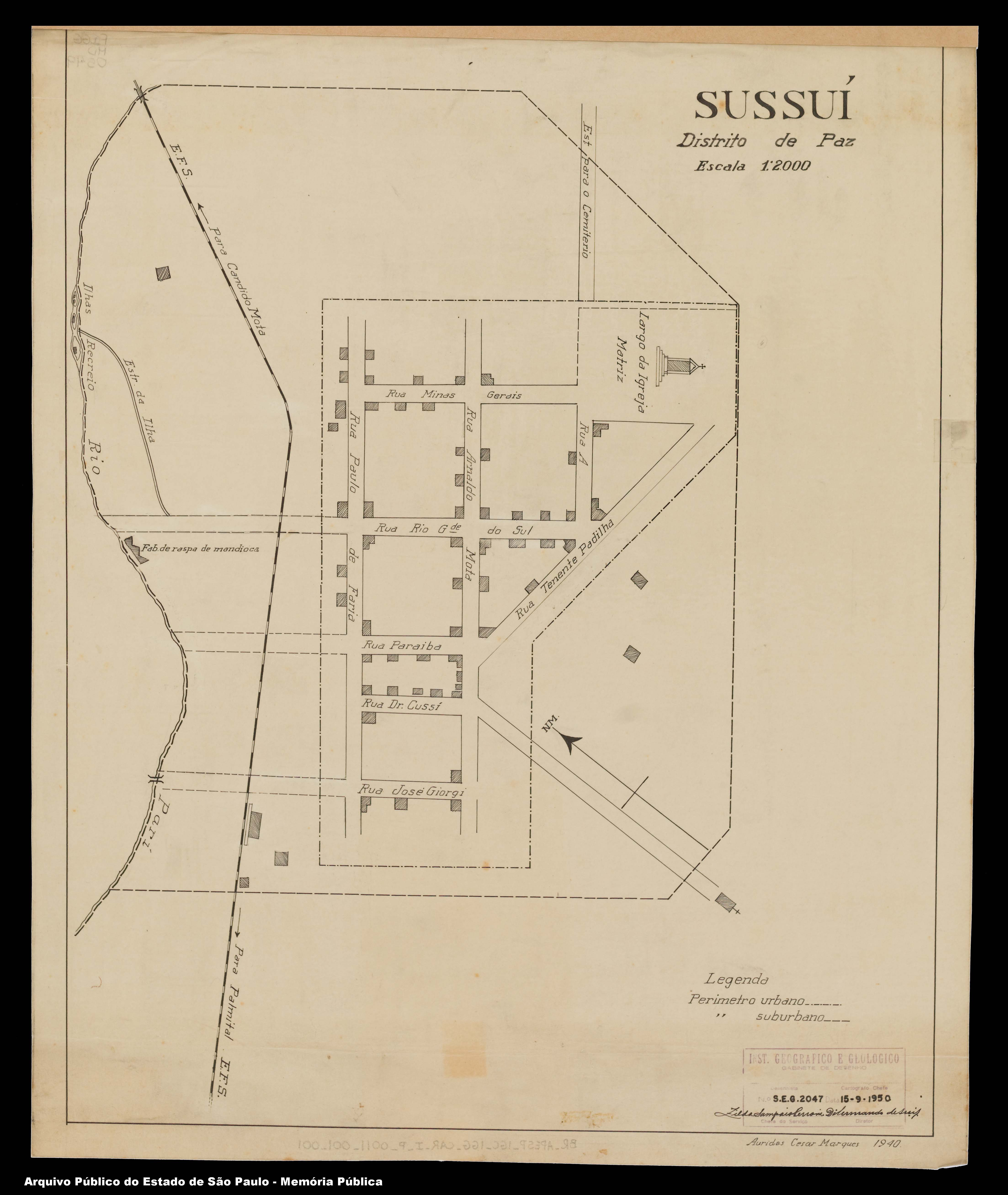
Planta da área urbana original.

Foi nessa época que a decadência se pronunciou. Algumas fábricas faliram, o café foi dizimado pela famosa Geada Negra de 1975, o trem começou a passar direto e o povo começou a ir embora. Pequenos sitiantes, que não tiveram condições de mecanizar as lavouras, exigência das culturas da soja e trigo que sucederam o café, venderam as propriedades. As antigas casas de comércio fecharam as portas, e outros mudaram-se para as cidades mais próximas, principalmente Palmital e Cândido Mota.

### Formação administrativa
- Distrito criado pela Lei n° 2.230 de 20/12/1927, com sede na povoação de Sussuí, no município de Cândido Mota[5][6].
- Pelo Decreto n° 9.775 de 30/11/1938 foi transferido para o Município de Palmital[7].

## Geografia

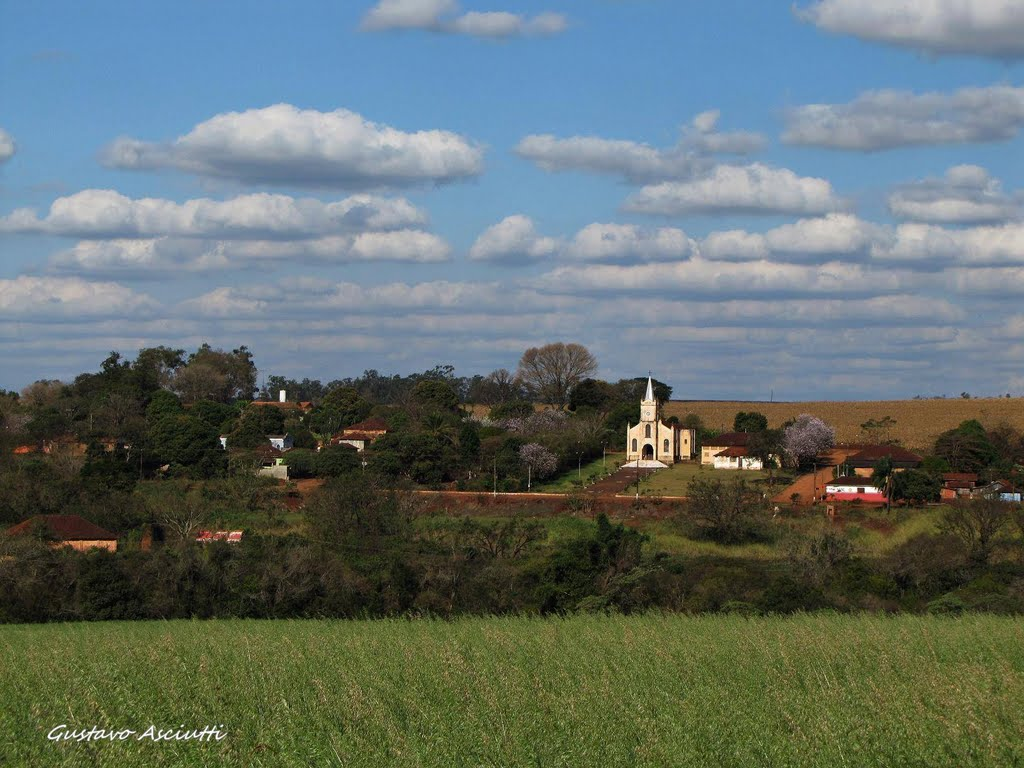
Vista de Sussuí.

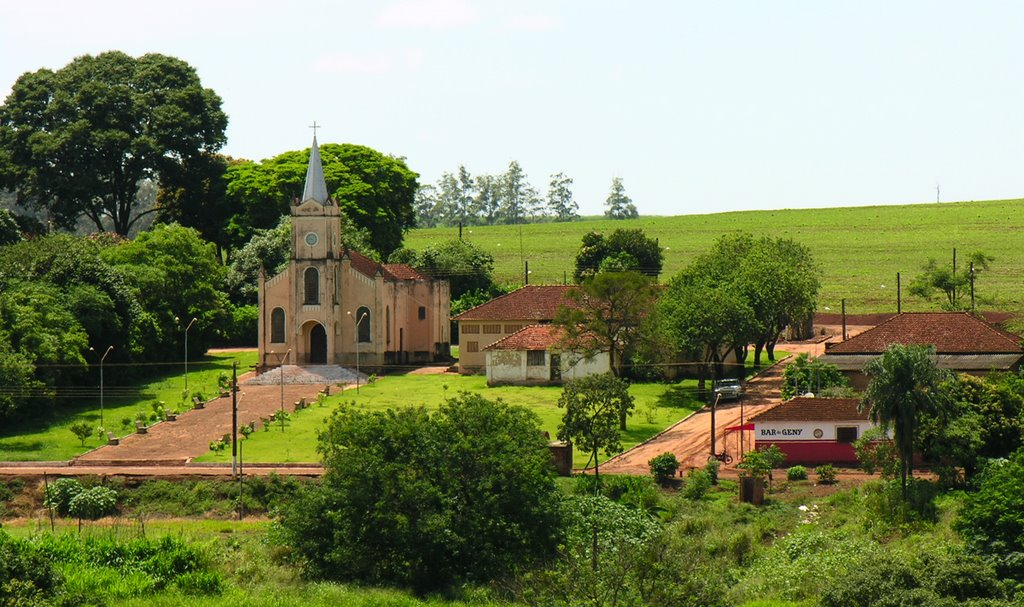
Igreja e praça.

### Demografia

#### População urbana
| Crescimento população urbana | Crescimento população urbana | Crescimento população urbana | Crescimento população urbana |
| Censo                        | Pop.                         |                              | %±                           |
| ---------------------------- | ---------------------------- | ---------------------------- | ---------------------------- |
| 1934                         | 338                          |                              |                              |
| 1940                         | 362                          |                              | 7,1%                         |
| 1950                         | 282                          |                              | −22,1%                       |
| 1960                         | 293                          |                              | 3,9%                         |
| 1970                         | 358                          |                              | 22,2%                        |
| 1980                         | 159                          |                              | −55,6%                       |
| 1991                         | 133                          |                              | −16,4%                       |
| 2000                         | 124                          |                              | −6,8%                        |
| 2010                         | 83                           |                              | −33,1%                       |
| Fonte: IBGE e Fundação SEADE |                              |                              |                              |

#### População total
Pelo Censo 2010 (IBGE) a população total do distrito era de 607 habitantes.

### Área territorial
A área territorial do distrito é de 134,256 km².

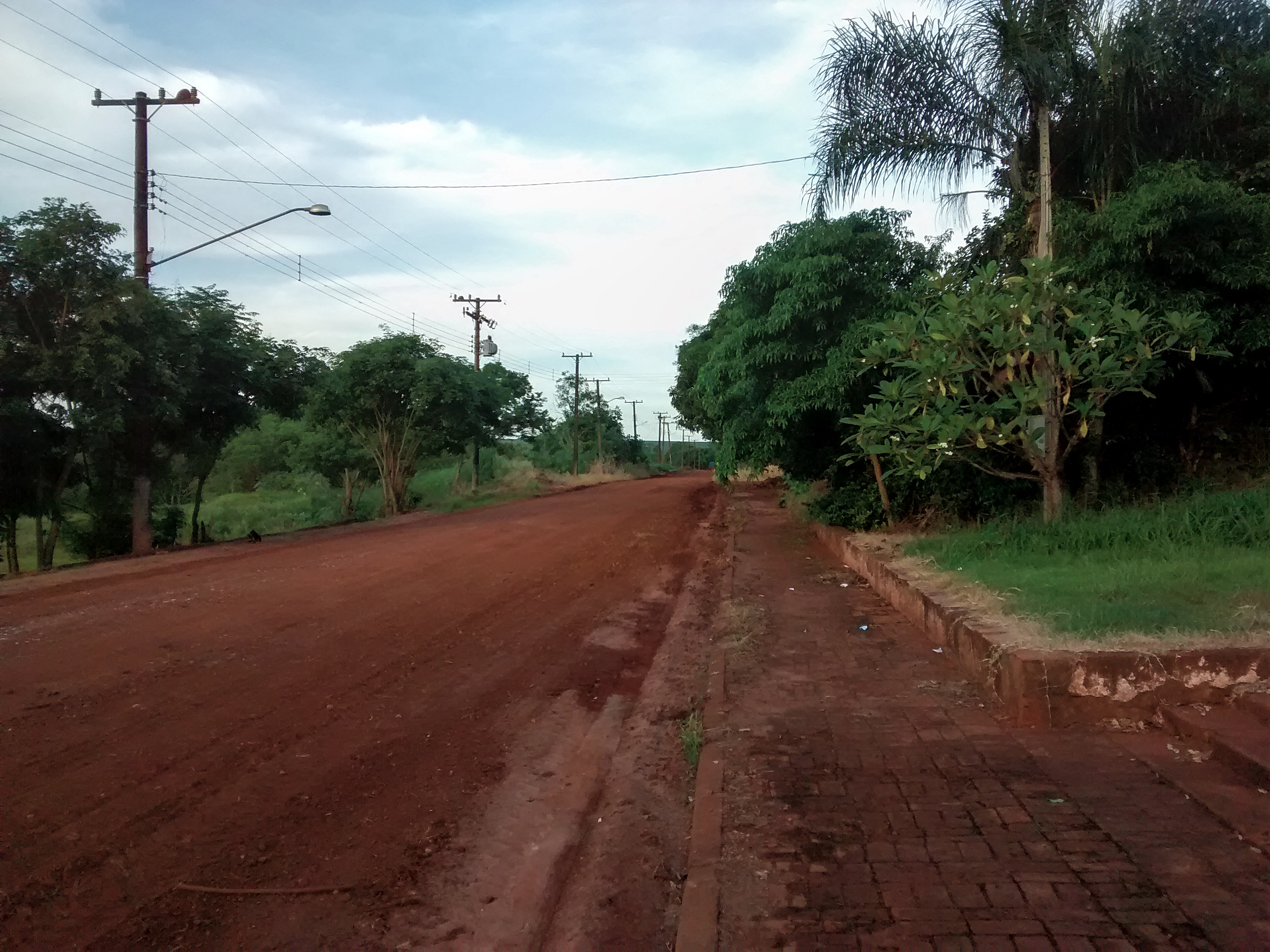
Aspecto local.

### Rodovias
O principal acesso ao distrito é a estrada vicinal Cândido Mota - Palmital, que ainda não é asfaltada.

### Ferrovias
Pátio Sussuí (ZSY) da Linha Tronco (Estrada de Ferro Sorocabana), estando a ferrovia atualmente desativada, sob concessão da Rumo Malha Sul.

### Hidrografia
O distrito localiza-se às margens do Rio Pari.

## Serviços públicos

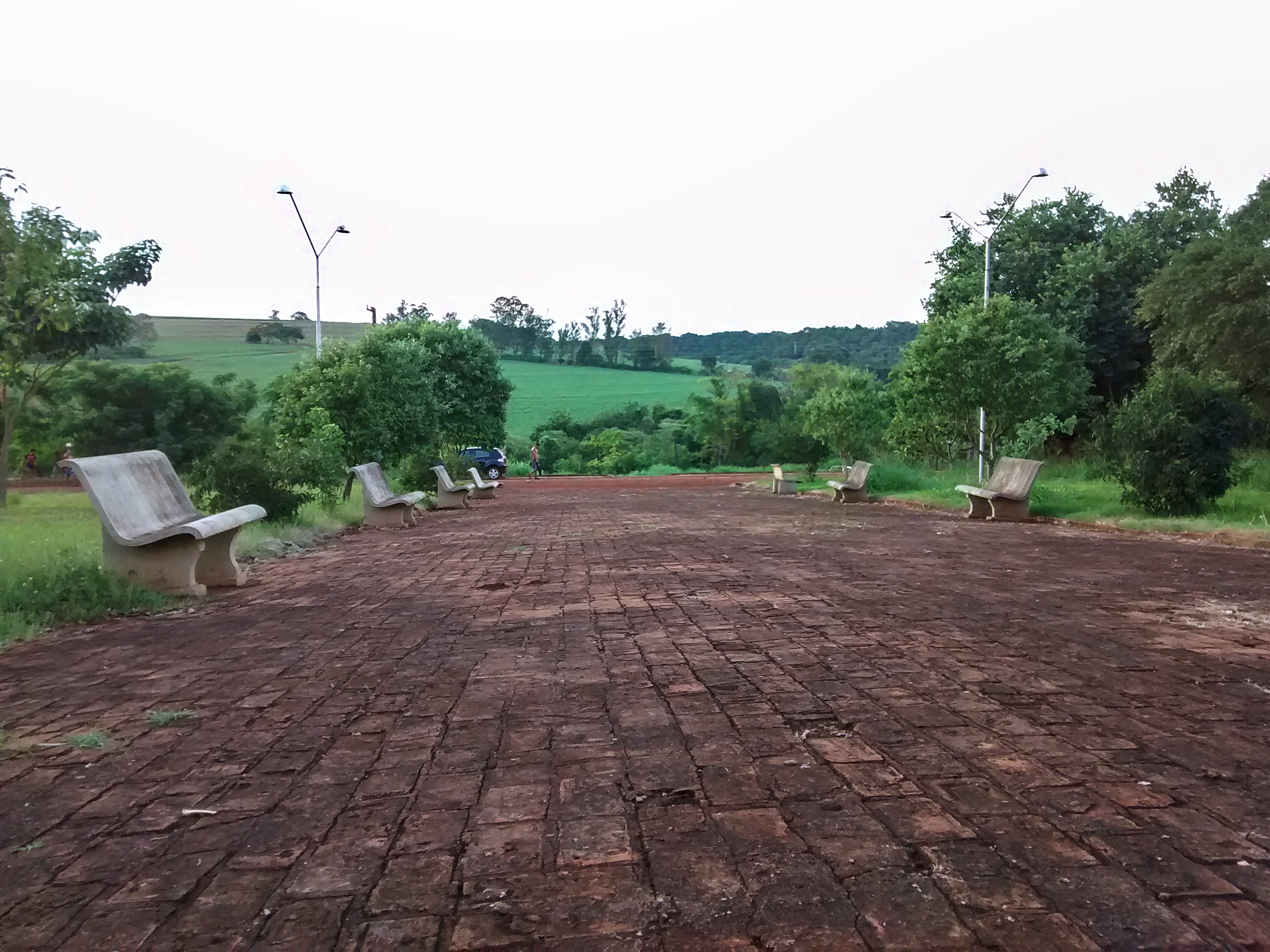
Praça.

### Registro civil
Atualmente é feito na sede do município, pois o Cartório de Registro Civil das Pessoas Naturais do distrito foi extinto pela Resolução nº 1 de 29/12/1971 do Tribunal de Justiça do Estado de São Paulo e seu acervo foi recolhido ao cartório do distrito sede.

### Saneamento
O serviço de abastecimento de água é feito pelo Serviço Autônomo de Água e Esgoto (SAAE).

### Energia
A responsável pelo abastecimento de energia elétrica é a Energisa Sul-Sudeste, antiga Vale Paranapanema (distribuidora do grupo Rede Energia).

## Religião
O Cristianismo se faz presente no distrito da seguinte forma:

### Igreja Católica
- A igreja faz parte da Diocese de Assis[18].

### Igrejas Evangélicas
- Congregação Cristã no Brasil[19].